# Saranaca floridana
Saranaca floridana är en stekelart som först beskrevs av Heinrich 1962.  Saranaca floridana ingår i släktet Saranaca och familjen brokparasitsteklar. Inga underarter finns listade i Catalogue of Life.